# Kunai

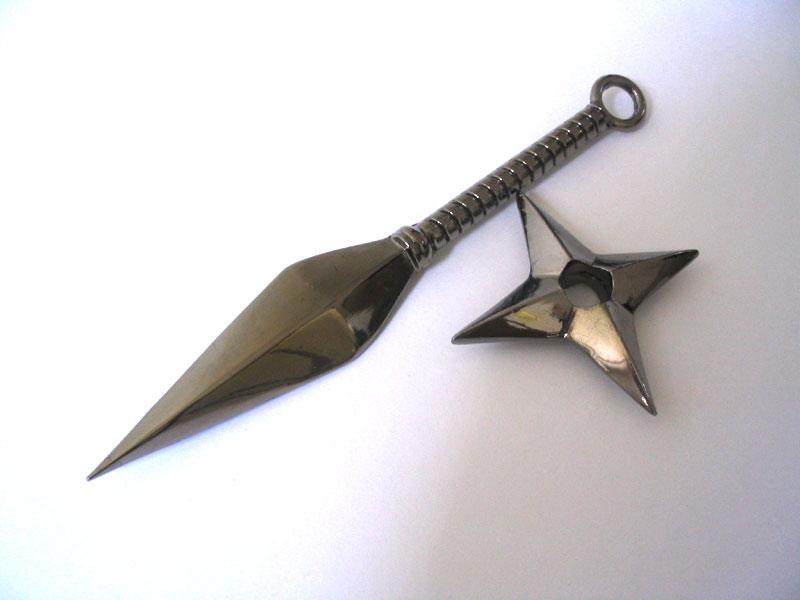
Un Kunai junt a un shuriken, o estrella ninja

Una fulla kunai fou un popular arma ninja, ja que podia ser fàcilment amagada. Va servir per diversos propòsits, però principalment s'emprava com a ganivet d'ús general, la punta era afilada amb dues vores en forma de serra. Mesura de 7 a 16 polzades de longitud. S'acostumava a amarrar-lo per l'extrem a una corda fina, per poder llençar-lo.

## Disseny
El kunai ser convencionalment forjat en rangs des de 20 cm a 60 cm, amb una mitjana de 40 cm. Va ser usat per la gent comuna com polivalents eines de jardineria i pels treballadors de pedra i de maçoneria. El kunai no és un ganivet, sinó una eina més semblant a una pota de cabra. La fulla era de ferro forjat i sense punta perquè les vores s'utilitzaven per trencar guix i fusta, cavar forats i usar-lo com a palanca. Normalment només la punta estava esmolada. El kunai normalment tenia una fulla en forma de fulla d'arbre i un mànec amb un anell en el pom per a la fixació d'una corda. Això permetia que aquesta se li podia enrotllar al mànec del kunai perquè actués com una adherència, o que s'utilitzi com a arma, per ser lligat a un pal com un recurs llança, en estar lligat al cos per l'ocultació o per utilitzar com una àncora o pitó. Contràriament a la creença popular, no van ser dissenyats per ser utilitzats principalment com a armes llancívoles, encara que poden ser llançats i causar danys. En canvi, és una empenta i punyent en pràctica.

## Ús com a arma
Igual que amb el shuriken, l'exageració persistents en els mites ninja exerceix un paper important en la creació de la imatge de la cultura pop actual del kunai. En la mitologia ninja, el kunai és comunament descrit com un ganivet japonès que s'utilitza per llançar i apunyalar.
Com una arma que és més gran i més pesat que un shuriken, i amb l'empunyadura, també podria ser utilitzat en combat amb més facilitat que un shuriken.
A més, podria ser utilitzat per a l'escalada, ja sigui com una mena de ganxo, o pitó. Hi ha diverses varietats de kunai, fins i tot de curta kunai, kunai llarg i estret tipus de pales, serres dentades, i tota mena de fulla. En alguns casos, el kunai i el shikoro, una serra de fulla d'ample amb un punyal de tipus mànec, són difícils si no impossibles de distingir. La fulla del kunai pot ser utilitzada per inflar els forats en una paret per treure els poms de les portes.